# ベンジャミン・フランケル
ベンジャミン・フランケル（Benjamin Frankel、1906年1月31日 - 1973年2月12日）は、イギリスの作曲家。

## 経歴
ロンドンでユダヤ系ポーランド人の両親のもと生まれる。幼いころにヴァイオリンを習い始めるとすばらしい才能を示した。14歳のとき、ピアノの演奏がヴィクター・ベンハムの注意を引き、彼は両親に音楽の専門教育を受けさせるよう説得した。1922年にベルリンで数週間過ごしたがすぐにロンドンに戻り、奨学金を受け、ジャズのヴァイオリン奏者・ピアニスト・編曲家として収入を得ながら、最初の芸術作品を書いた。
1930年代の初めにはロンドンで編曲者と音楽監督として活動したが、1944年に劇場作品を作るのをやめた。しかし映画音楽は作り続け、100以上のスコアを残している。第二次世界大戦後には芸術音楽の作曲家として広く知られるようになった。名声を得た最初の作品はヴァイオリン協奏曲で「600万人の思い出に」捧げられている。これはホロコーストで殺害されたユダヤ人を指しており、1951年のフェスティバル・オブ・ブリテンでマックス・ロスタルによって初演された。
有名な作品には5つの弦楽四重奏曲、8つの交響曲、ヴァイオリンとヴィオラのためのいくつかの協奏曲などがある。しかしもっとも有名な作品は「ヴァイオリン独奏のためのソナタ第1番」であろう。ヴァイオリン協奏曲同様マックス・ロスタルのために作られた。晩年の15年間には調性を保持した独自の十二音音楽を生み出した。
1973年、オペラ「行進歌」と英国放送協会から委嘱された交響曲第9番を作曲中にロンドンで死去した。

## 作品

### 交響曲
- 交響曲第1番（1958年）
- 交響曲第2番（1962年）
- 交響曲第3番（1964年）
- 交響曲第4番（1966年）
- 交響曲第5番（1967年）
- 交響曲第6番（1969年）
- 交響曲第7番（1970年）
- 交響曲第8番（1971年）

### 協奏曲
- ヴァイオリン協奏曲「600万人の思い出に」（1951年）
- セレナータ・コンチェルタンテ～ピアノトリオと管弦楽のための（1960年）
- ヴィオラ協奏曲（1967年）

### 管弦楽曲
- 序曲「メーデー」（1948年）
- メフィストフェレスのセレナーデと舞曲（1952年）

### 室内楽曲
- トリオ～クラリネット、チェロ、ピアノのための（1940年）
- 弦楽四重奏曲第1番（1944年-1945年）
- 弦楽四重奏曲第2番（1944年）
- 弦楽四重奏曲第3番（1947年）
- 弦楽四重奏曲第4番（1949年）
- 弦楽四重奏曲第5番（1965年）
- 五重奏曲～クラリネットと弦楽のための（1956年）

### 声楽
- 8つの歌（1959年）

### 映画音楽
- 吸血狼男（1960年）
- イグアナの夜（1964年）
- バルジ大作戦（1965年）